# I Am the Night
I Am the Night is een Amerikaanse miniserie uit 2019. De zesdelige reeks werd geïnspireerd door de memoires One Day She'll Darken van schrijfster Fauna Hodel, de kleindochter van George Hodel die een hoofdverdachte was in de befaamde Black Dahlia-moordzaak. De hoofdrollen worden vertolkt door Chris Pine en India Eisley.

## Verhaal
Wanneer het tienermeisje Pat Allman gedurende de jaren 1960 ontdekt dat ze geadopteerd werd, besluit ze naar Los Angeles te gaan om er haar familie en ware geschiedenis te achterhalen. Haar zoektocht brengt haar in contact met George Hodel, een gynaecoloog die gelinkt kan worden aan de gruwelijke Black Dahlia-moordzaak. De aan lager wal geraakte freelancejournalist Jay Singletary, die altijd al geobsedeerd is geweest door de mysterieuze Hodel, volgt de gebeurtenissen op in de hoop de man te ontmaskeren.

## Rolverdeling
| Acteur            | Personage            |
| ----------------- | -------------------- |
| Chris Pine        | Jay Singletary       |
| India Eisley      | Fauna Hodel          |
| Jefferson Mays    | George Hodel         |
| Connie Nielsen    | Corinna Hodel        |
| Leland Orser      | Peter Sullivan       |
| Yul Vazquez       | Sgt. Billis          |
| Jay Paulson       | Detective Ohls       |
| Golden Brooks     | Jimmie Lee Greenwade |
| Theo Marshall     | Detective Cuddy      |
| Jamie Anne Allman | Tamar Hodel          |
| Justin Cornwell   | Terrence Shye        |

## Productie
In juli 2017 raakte bekend dat Chris Pine de hoofdrol zou vertolken in een reeks die hij samen met regisseuse Patty Jenkins en scenarist Sam Sheridan zou ontwikkelen. Het project was aanvankelijk bekend onder de titel One Day She'll Darken, naar de gelijknamige memoires van Fauna Hodel waarop het verhaal gedeeltelijk zou gebaseerd worden. Eind 2017 werden ook  Carl Franklin en Victoria Mahoney in dienst genomen om elk twee afleveringen te regisseren.
In oktober en november 2017 werd de rest van de cast samengesteld. Onder meer India Eisley, Jefferson Mays, Yul Vazquez en Connie Nielsen werden aan het project toegevoegd.
De titel van de serie werd uiteindelijk veranderd in I Am the Night. De reeks ging op 28 februari 2018 in première op TNT.

## Afleveringen
| # | Titel aflevering             | Regie            | Scenario     | Uitzenddatum     |
| - | ---------------------------- | ---------------- | ------------ | ---------------- |
| 1 | "Pilot"                      | Patty Jenkins    | Sam Sheridan | 28 januari 2019  |
| 2 | "Phenomenon of Interference" | Patty Jenkins    | Sam Sheridan | 5 februari 2019  |
| 3 | "Dark Flower"                | Victoria Mahoney | Sam Sheridan | 12 februari 2019 |
| 4 | "Matador"                    | Victoria Mahoney | Sam Sheridan | 19 februari 2019 |
| 5 | "Aloha"                      | Carl Franklin    | Sam Sheridan | 26 februari 2019 |
| 6 | "Queen's Gambit, Accepted"   | Carl Franklin    | Sam Sheridan | 5 maart 2019     |